# Абуэ, Маргарита
Маргарита Абуэ (фр. Marguerite Abouet; род. 1971[…], Абиджан) — ивуарийская писательница, автор комиксов, наиболее известная своей серией графических романов «Айя».

## Биография
Маргарита Абуэ родилась в 1971 году в Абиджане (Кот-д’Ивуар) и в возрасте 12 лет вместе с братом переехала во Францию к своему двоюродному дедушке. Ныне она проживает в Роменвиле, пригороде Парижа, со своим мужем, художником Клеманом Убрери, иллюстрирующим её графические концепции, и их маленьким сыном. Маргарита Абуэ работала помощником юриста в Париже, когда создавала свой первый графический роман «Айя». Абуэ пыталась писать для молодёжи, но отказалась от этого из-за того, что ей, по её словам, сильно мешали ограничения, налагаемые на этот жанр издателями. Она оставила свою работу юридического помощника, чтобы посвящать творчеству целые дни, в том числе созданию двух последующих графических романа из серии «Айя».

## «Айя»
«Айя» — это первая опубликованная работа Абуэ. Она представляет собой совместную работу с мужем, для которого «Айя» была первой его работой по созданию иллюстраций для графических романов. Источником вдохновения для Абуэ служила Маржан Сатрапи, автор графического романа «Персеполис». Её также побуждало на творчество желание показать Африку с акцентом на проблемы, отличные от войны и голода, на которые обычно фокусируются средства массовой информации при изображении Африки. Герои её произведений ходят в школу, устают от работы, строят планы и оказываются в ловушке домашних интриг. Действие происходит в Кот-д’Ивуаре. Её история была адаптирована в анимационный фильм, снятый при сотрудничестве с Абуэ.
Абуэ отрицает автобиографичность «Айи», за исключением того, что она изображает Кот-д’Ивуар, с которым она знакома. Персонажи же основаны на людях, которых она знала в детстве, но сюжеты — вымышленные.
«Айя» имела большой успех, особенно для начинающего автора. В 2006 году Абуэ была удостоена премии Международного фестиваля комиксов в Ангулеме за первую книгу комиксов, более 200 000 копий которой было продано во Франции. Канадское издательство «Drawn and Quarterly» распространяло англоязычную версию книги в США. Оно напечатало более 10 000 экземпляров, значительное количество для дебютного графического романа в США. Абуэ убедила своего французского издателя продавать более дешёвые экземпляры своего графического романа в мягкой обложке в её родном Кот-д’Ивуаре.